# Cá thu vua
Cá thu vua (danh pháp hai phần: Scomberomorus cavalla) là một loài cá trong họ Cá thu ngừ. Cá thu vua phân bố ở phía tây Đại Tây Dương và Vịnh Mexico. Nó là một loài hải sản quan trọng đối với cả thương mại và giải trí.
Cá thu vua là một loài cá có kích thước trung bình, thường nặng 30 pound, nhưng được biết là vượt quá 90 pound. Toàn bộ cơ thể được bao phủ bởi vảy rất nhỏ, hầu như không thể nhìn thấy, dính lỏng lẻo.

## Hình ảnh

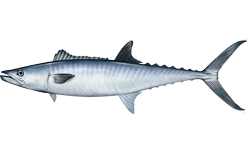
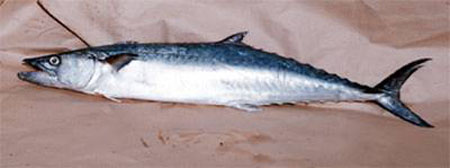
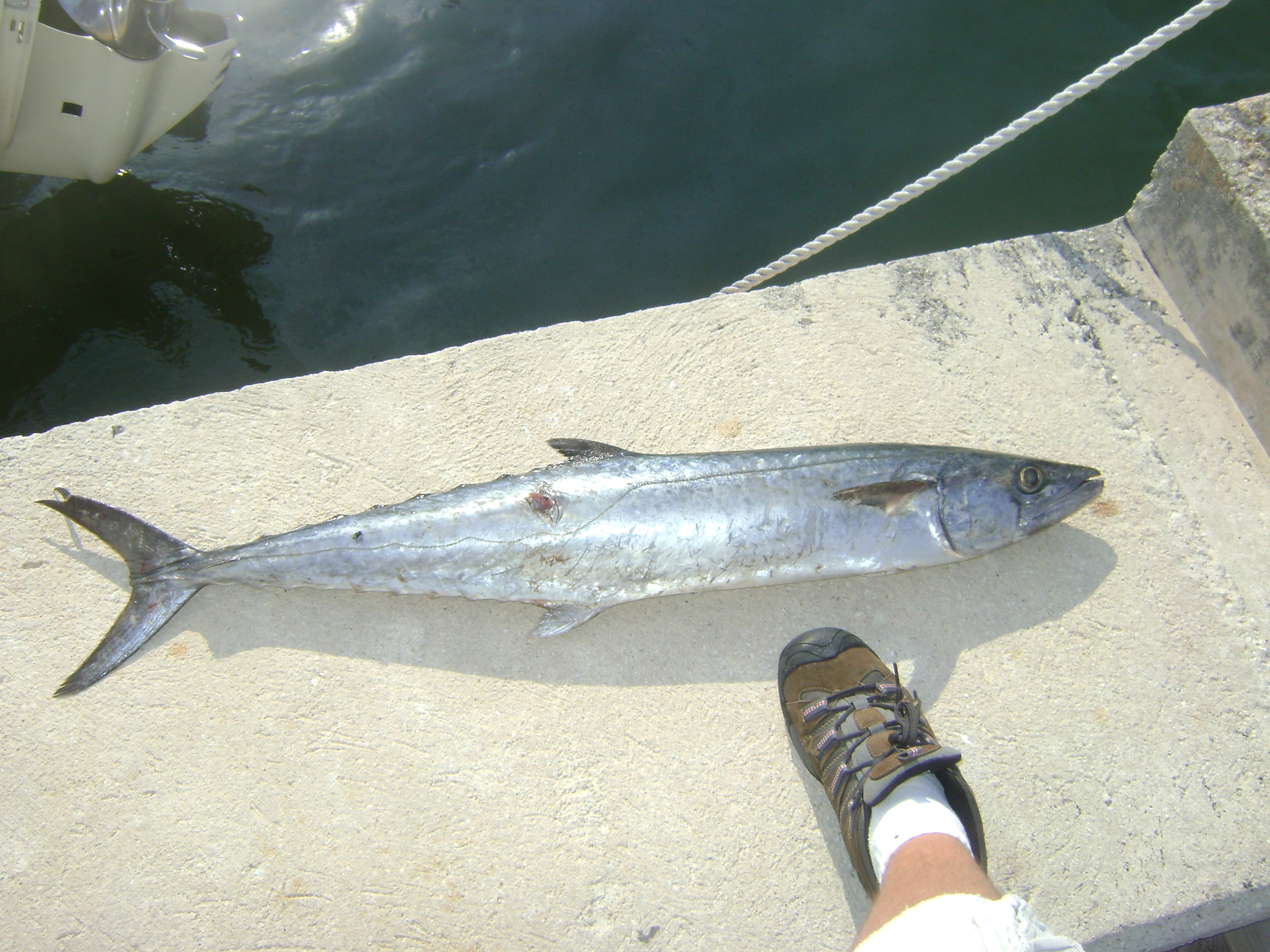
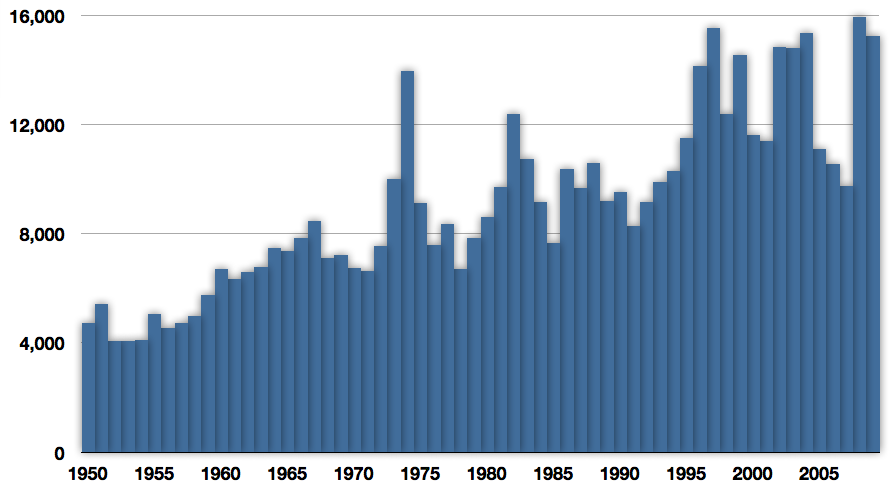